# دانشمند (مجله)
دانشمند عنوان ماهنامه علمی ـ فنی و قدیمی‌ترین و باسابقه‌ترین مجله علمی به زبان فارسی است. نخستین شماره این ماهنامه آبان ۱۳۴۲ منتشر شد.

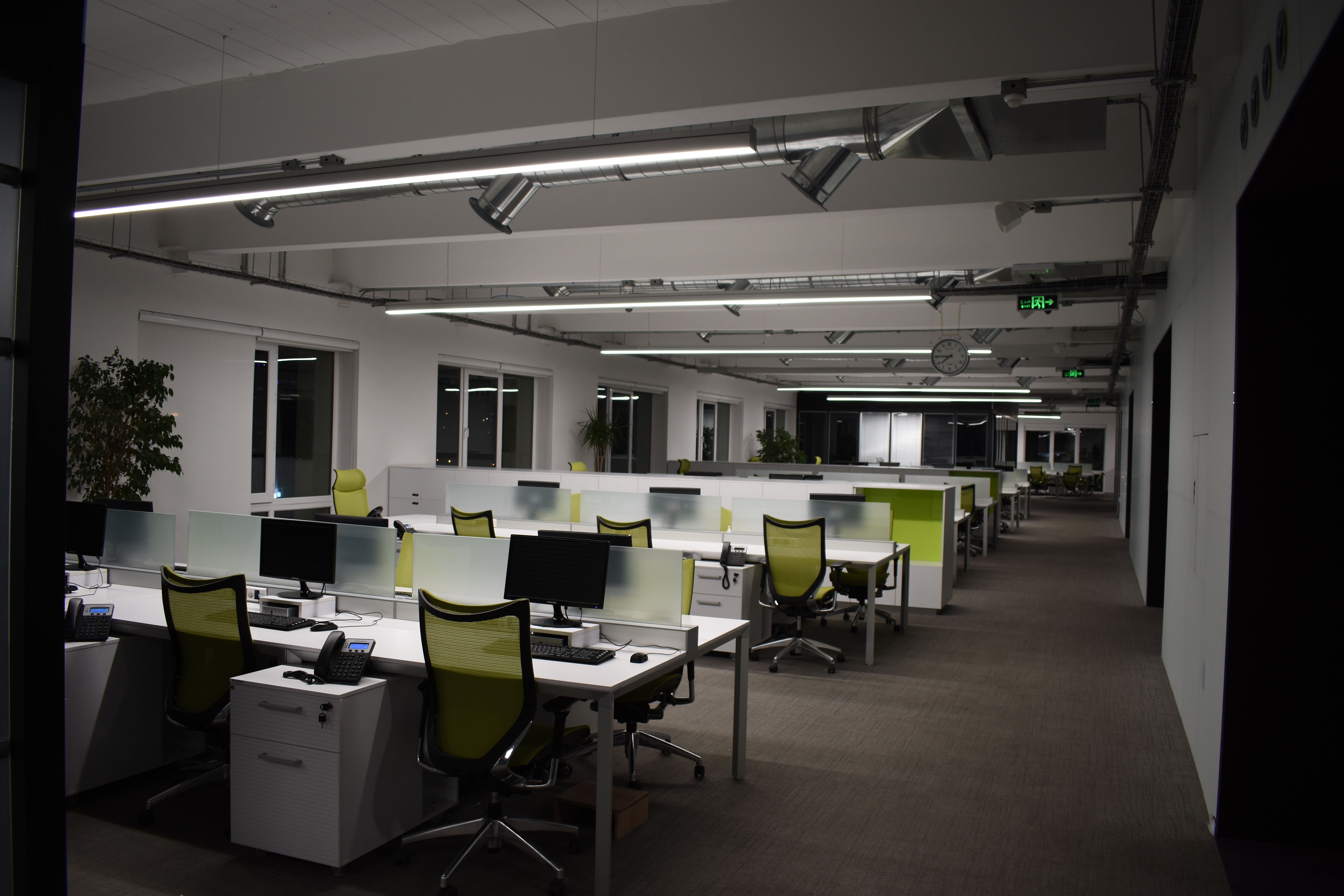
تحریریه مجله دانشمند واقع در تقاطع اتوبان رسالت با اتوبان مدرس

## پیشینه نشر

### آغاز انتشار
نخستین شماره دانشمند در تاریخ یکم آبان‌ماه سال ۱۳۴۲ و با شعار «سخنان نو از جهان تازه برای نسل جدید از دانش امروز و پژوهش فردا» منتشر شد. صاحب امتیاز مجله، عفت عمیدی نوری و مدیران آن مصطفی الموتی و نصرالله شیفته بودند. دفتر نشریه نیز در خیابان فردوسی مقابل سفارت بریتانیا مستقر بود. شیفته سال‌های بعد عنوان مدیرمسئول و سردبیر نشریه را نیز بر عهده گرفت.

### پس از انقلاب
ماهنامه دانشمند در سال ۱۳۶۲ به بنیاد مستضعفان انقلاب اسلامی انتقال داده و مصادره شد. از سال ۱۳۶۳ نام بنیاد مستضعفان به‌عنوان صاحب امتیاز در نشریه قید شده‌است. در این دوران، علی میرزایی تا تیر ۱۳۷۲؛ احمد فرمد تا اسفند ۱۳۷۵ و علیرضا کریمی تا سال ۱۳۸۶ مدیرمسئول و سردبیر این نشریه بوده‌اند. از این تاریخ به بعد، یعقوب مشفق به‌عنوان مدیرمسئول و علی‌اکبر قزوینی به‌عنوان سردبیر دانشمند فعالیت داشته‌اند. از سال ۱۳۷۲ تا ۱۳۹۵ باوجود تغییراتی که در این مدت انجام شده، مینو مهرعلی به‌عنوان مدیر تولید و ناصر شبستری به‌عنوان مدیر اجرایی در این نشریه فعالیت می‌کردند. از سال ۱۳۸۸ با تشکیل مؤسسه تحقیق و توسعه دانشمند، امتیاز این نشریه به این مؤسسه واگذار شد. از ابتدای سال ۱۳۹۴ این نشریه به مدیر مسئولی سید حامد عسگری منتشر شده که مدت کمتر از یکسال محمدجواد ترابی به‌عنوان سردبیر در این نشریه فعالیت کرد، سپس به ترتیب سید محمدعلی ضیائی، حامد عظیم زادگان و سپس علیرضا حاتمی سردبیر شدند. سمت دبیر تحریریه به ترتیب به عهده هدا عربشاهی، سلیمان فرهادیان، علی رنجبران و آزاده ارشدی گذاشته شد. اکنون محمد حسن روزی طلب مدیر مسئول و پژمان عرب سردبیر این مجله هستند. دانشمند چندی است که تحریریه آنلاین خود را به‌صورت آزمایشی راه‌اندازی کرده‌است.
دفتر کنونی نشریه در ساختمان بنیاد واقع است.
مجله دانشمند قدیمی‌ترین نشریه علمی‌فناوری ترویجی کشور است که ۵۵ سال بی‌وقفه منتشر شده و برای چند نسل یکی از در دسترس‌ترین منابع علمی بوده‌است. نخستین شماره ماهنامه دانشمند در آبان ۱۳۴۲ منتشر شد. در سال‌های آغازین فعالیت دانشمند، تقریباً هیچ نشریه علمی در پیشخوان روزنامه‌فروشی‌ها دیده نمی‌شد و شاید بتوان یکی از دلایل اقبال عمومی آن را همین موضوع دانست. دانشمند در دوره‌ای فعالیت خود را آغاز کرد که جهان شاهد جنگ سرد و رقابت‌های علمی و فناورانه دو کشور آمریکا و شوروی به خصوص بر سر تسخیر فضا و پیشرفت‌های هسته‌ای و پزشکی بود و بازتاب ابعاد علمی این رویدادها تأثیر زیادی بر شناخته تر شدن نشریه آن‌زمان داشت.
از طرفی دیگر در کشور نیز تأسیس دانشگاه‌های جدید و فعالیت‌های علمی نوین در آن‌ها بر توجه مردم به مقوله علم می‌افزود. با نگاهی به آرشیو دانشمند می‌توان نام‌های بزرگی را به‌عنوان سردبیر، ویراستار، نویسنده و مترجم در شناسنامه این مجله دید.

## موضوعات
انتشار دانستنی‌های مفید علمی در قالب خبر، گزارش، گفتگو، مقالات، بخش‌های موضوعی، ویژه‌نامه‌ها و غیره.